# Château du Breuil-Yvain
Le château du Breuil-Yvain (XVe et XVIIIe siècles) est situé à Orsennes (Indre). 

## Histoire
Le château est inscrit au titre des monuments historiques par arrêté le 29 septembre 2021.

## Tournages
- Mauprat, téléfilm français de Jacques Trébouta, 1972, y a été tourné[3].